# ORANGE HERO
「ORANGE HERO」（オレンジヒーロー）は、日本のヴィジュアル系ロックバンド、jealkbの配信限定シングル。2008年9月21日に配信。

## 概要
- jealkb初の配信限定シングル。『嘆きのエンドレス』同様、着うたで先行配信された[1]。

## 収録曲
1. ORANGE HERO
  - （作詞：haderu / 作曲：elsa）
  - アニメ「DRAGONBALL オッス!帰ってきた孫悟空と仲間たち!!」のエンディングテーマのために書き下ろされた楽曲。タイトルは、原作者である鳥山明によって命名された[2]。